# Castilhismo

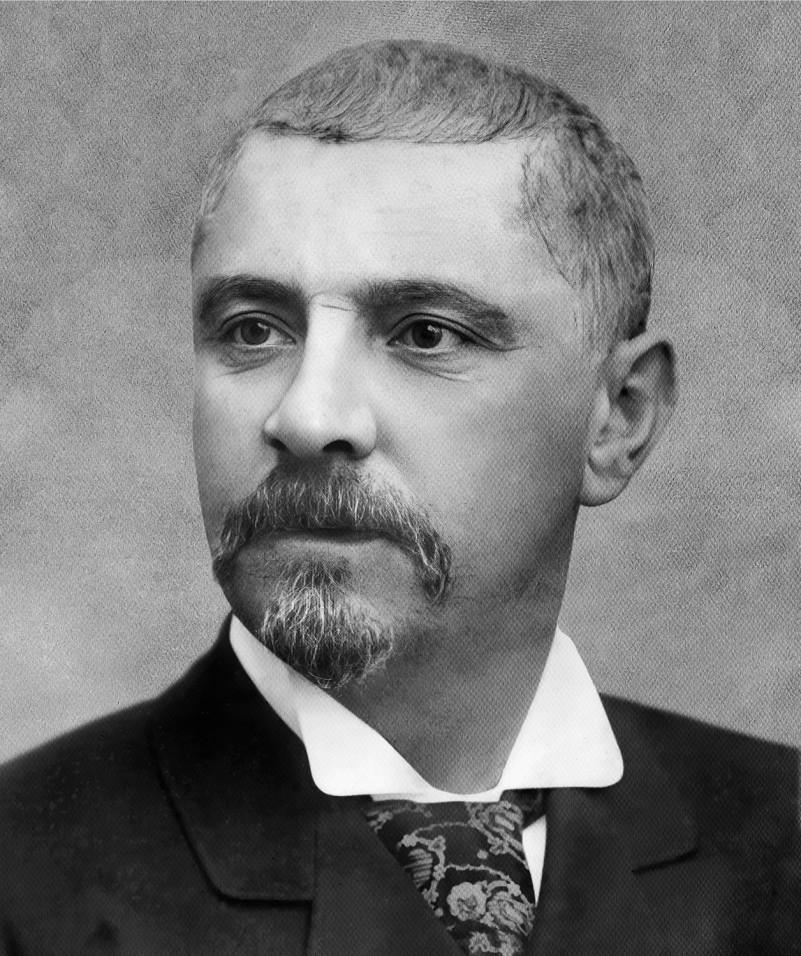
Júlio de Castilhos, creador y principal teórico del castilhismo

El Castilhismo fue una corriente política instituida por Júlio de Castilhos en Río Grande del Sur, Brasil, que inspiró la constitución de ese estado de 1891 y que estuvo en vigor entre 1891 y 1937 en ese estado así como entre 1937 y 1945 en el plano nacional luego de la revolución de 1930 que orientó toda la Era Vargas ya que Getúlio Vargas fue uno de los revolucionarios adeptos al castilhismo. Es la ideología matriz originaria del Laborismo Brasileño, que sucedió a la ideología castilhista y la elevó a nivel nacional.
Las características del castilhismo fueron la centralización de los poderes en el Ejecutivo, la institución de mecanismos de participación directa, como plebiscitos y referendos populares; el establecimiento de un Estado modernizador e intervencionista que regulaba la economía, además de actuar como intermediario y moralizador de la sociedad.
Ricardo Vélez caracteriza lo que era esencial en el castilhismo: «mientras que para el pensamiento liberal el bien público resultaba de la preservación de los intereses de los individuos, que incluía básicamente la propiedad privada y la libertad de cambio, así como las llamadas libertades civiles, para los castilhistas el bien público superaba los límites de los intereses materiales de los individuos para convertirse en impersonal y espiritual. El bien público se da en una sociedad moralizada por un Estado fuerte, que impone el desinterés individual en beneficio del bienestar de la comunidad». En esta coyuntura, el interés personal es pura y simple inmoralidad.

## Contexto
El castilhismo surgió como ideología en 1882 con la fundación del periódico A Federação por Venâncio Ayres, Júlio de Castilhos, Pinheiro Machado, entre otros. Este grupo inicial fundaría más tarde el Partido Republicano Riograndense, uno de cuyos fundadores fue el padre de Getúlio Vargas, Manuel do Nascimento Vargas. 
Era un grupo político fuertemente conservador, pero al mismo tiempo apostaba por la modernización económica, ya que tenía sus bases de apoyo en la burguesía industrial y urbana. También estaba fuertemente influenciado por el positivismo de Auguste Comte. 
Júlio de Castilhos fue elegido presidente de Río Grande del Sur en 1891 cuando instituyó la constitución del estado redactada por él mismo y aprobada casi sin cambios por lo que fue apodada la constitución "castilhista".
La práctica castilhista sería institucionalizada por Borges de Medeiros, quien introdujo la práctica de las sucesivas reelecciones hasta llevar al Estado a la guerra civil a principios de la década de 1920 que requirió la intervención del gobierno federal y la reforma de la Constitución (1926).

## Principios
El castilhismo tenía tres principios básicos:
1. Elegir gobernantes en función de su pureza moral y no de su representatividad popular.
2. En política debían eliminarse las disputas partidistas y valorar sólo la virtud.
3. El gobernante debe regenerar la sociedad y el Estado debe comandar la transformación y modernización de la sociedad.[3]

Se porventura me pode ser atribuído algum mérito, este consiste unicamente na imaculada pureza de intenções com que tenho pro-curado tornar-me órgão fiel das aspirações republicanas e devoto servidor do Rio Grande do Sul, minha estremecida terra natal, que me domina pelo mais profundo afeto e que pode exigir de mim todos os sacrifícios pessoais pela sua felicidade.
Júlio de Castilhos Mensagem à Assembleia do Rio Grande, em: A Federação, 27-9-1897
Si algún mérito se me puede atribuir, consiste únicamente en la inmaculada pureza de intención con que me he esforzado por convertirme en fiel órgano de las aspiraciones republicanas y devoto servidor de Río Grande del Sur, mi temblorosa patria, que me domina con el más profundo afecto y que puede exigir de mí todo sacrificio personal por su felicidad.
Júlio de Castilhos Mensaje a la Asamblea de Rio Grande, en: A Federação, 27-9-1897.

En otras palabras, para Castilhos, el bien público se basa en la completa reorganización política y administrativa del Estado, a la luz del principio de "conservar mejorando". También se basa en la prosperidad material del Estado (obras públicas, desarrollo industrial, estabilidad del crédito público, amortización de la deuda pública, ahorro estatal). Sobre todo, consiste en una educación cívica progresiva, que moraliza al pueblo y pretende educar a la población para fortalecer el Estado. Por otro lado, los poderes oficiales deben devolver a la sociedad en servicios útiles (al Estado) el énfasis de las contribuciones que están obligados a hacer a los ciudadanos.
Castilhos trató de inculcar la idea de que la organización político-constitucional que estaba construyendo para Río Grande del Sur establecería un "régimen de virtud". En él no necesariamente los elegidos para el cargo podrían gobernar sino la figura que demostrase su "pureza de intención" y desinterés personal en favor del bien público. En este concierto, el bien público sólo sería alcanzado por un líder virtuoso que, al frente de un Estado fuerte, estableciera la completa reorganización político-administrativa del Estado, la prosperidad material y una educación cívica moralizadora. Al articular su capacidad moral con el interés ético de un bien público, Castilhos presentaba la figura del Presidente como una figura ilustrada y moralizadora, que colocaba los intereses del Estado por encima de los intereses individuales. El progreso moral e intelectual se alcanzaría mediante un orden dictatorial, a través de la acción del Estado. Como señala José Murilo de Carvalho: "se trataba de un ideal de despotismo ilustrado que tenía largas raíces en la tradición portuguesa brasileña desde los tiempos pombalinos del siglo XVIII". 
Fue sobre este fundamento moral, articulado con una concepción del bien público, que Castilhos buscó establecer la primera base de su legitimidad, que se completaría cuando finalmente se transmutase en ley. Sería la virtud, y no la elección en comícios lo que le permitiría gobernar de forma casi imperial, o, en sus palabras, de forma suprema, como rezaba el artículo 7º de la Constitución: "La suprema dirección gubernativa y administrativa del Estado corresponde al Presidente, que la ejercerá libremente, según el bien público, interpretado de acuerdo con las leyes.".
Si, en la filosofía liberal, el bien público se alcanzaba a través de la conciliación de los intereses individuales, conciliación que se materializaba en el Parlamento como órgano de representación de esos intereses, para Castilhos el bien público sólo podía encontrarse allí donde se hallaba la esencia misma de la sociedad ideal, que él entendía en términos de "reino de la virtud". Para él, el bien público se confundía con la imposición, por parte del gobernante ilustrado, de un gobierno moralizador que fortaleciese al Estado en detrimento de los intereses individuales egoístas y que velase por la educación cívica de sus ciudadanos, origen de toda moral social.

Já o dissemos e não nos cansaremos de repeti-lo: a plena regularização da vida pública, como da privada, só é possível, com uma inteira regeneração dos costumes, mediante uma educação nova, abraçando todos os aspectos da vida humana.Só esta operação fundamental trará a harmonia social que todos desejamos. Para isto é preciso que exista um poder independente, que instrua e governe as consciências, convencendo; para isto é preciso que uma cultura moral mais intensa permita a intervenção do poder que apela e convida amavelmente, que modifica a nossa conduta, que nos arrasta a proceder bem, movendo os nossos bons sentimentos em favor daquilo que quer fazer vingar
Ya lo hemos dicho y no nos cansaremos de repetirlo: la plena regularización de la vida pública, así como de la vida privada, sólo es posible con una entera regeneración de las costumbres, a través de una nueva educación, que abarque todos los aspectos de la vida humana. Sólo esta operación fundamental traerá la armonía social que todos deseamos. Para ello, es necesario que exista un poder independiente, que instruya y gobierne las conciencias, convenciendo; para ello, es necesario que una cultura moral más intensa permita la intervención del poder que apela e invita amablemente, que modifica nuestra conducta, que nos arrastra a hacer el bien, moviendo nuestros buenos sentimientos a favor de lo que quiere vengar.

## Desarrollo
En 1893, tuvo lugar en Río Grande del Sur la revolución federalista, una verdadera guerra civil brasileña que comenzó con los liberales de Río Grande del Sur alzados en armas contra el gobierno de Castilhos, extendiéndose el conflicto más allá de las fronteras de Río Grande del Sur y llegando a los estados de Santa Catarina y Paraná. Al final del conflicto, los liberales fueron derrotados.
El líder de la oposición, el monárquico Silveira Martins, había estado en el centro de la proclamación de la República en 1889 y era desafecto tanto de Deodoro (que había sido presidente de Rio Grande durante el Imperio y había renunciado a la presidencia en 1891) como a los republicanos históricos. La victoria del pica-paus de Castilhos sobre los maragatos de Silveira Martins en la revolución federalista de 1893 dio un fuerte impulso al castilhismo.
El castilhismo se mantuvo como fuerza hegemónica en Río Grande del Sur ininterrumpidamente entre 1893 y 1937.
Inicialmente con alcance sólo local, los castillhistas expandieron su influencia a nivel nacional proyectando nombres como Pinheiro Machado, Borges de Medeiros, Flores da Cunha, Lindolfo Collor, Góis Monteiro, Osvaldo Aranha y Getúlio Vargas. El castilhismo alcanzó su apogeo en 1930, cuando la revolución elevó a Vargas a la presidencia de Brasil con el apoyo inicial del tenentismo y del modernismo.
Getúlio fue el más destacado y fiel seguidor de Júlio de Castilhos. El Estado Novo no fue más que el trasplante del castilhismo al ámbito nacional.

O trabalhismo herdou do positivismo as noções de progresso (o desenvolvimento), de “integração do proletariado à sociedade moderna” e de aversão a perturbações drásticas na ordem social, mas dele se afastou ao admitir maior interferência estatal nos conflitos de classe e ao prescindir da ortodoxia em matéria de política econômica (orçamento equilibrado, austeridade, finanças sadias), além de sua base filosófica: o materialismo.
Fonseca, P. 2001
As Fontes do Pensamento de Vargas e seu Desdobramento na Sociedade Brasileira
El laborismo heredó del positivismo las nociones de progreso (desarrollo), la "integración del proletariado en la sociedad moderna" y la aversión a las alteraciones drásticas del orden social, pero se apartó de él al admitir una mayor injerencia del Estado en los conflictos de clase y prescindir de la ortodoxia en materia de política económica (presupuesto equilibrado, austeridad, finanzas sanas), así como de su base filosófica: el materialismo.